# Rajd ELPA 2005
Rajd Elpa 2005 (30. EKO Rally) – 30 edycja rajdu samochodowego Rajd Elpa rozgrywanego w Grecji. Rozgrywany był od 23 do 25 września 2005 roku. Była to ósma Rajdowych Mistrzostw Europy w roku 2005 oraz piąta runda Rajdowych Mistrzostw Grecji. Składał się z 13 odcinków specjalnych.

## Klasyfikacja rajdu
| Miejsce                      | Kierowca                     | Pilot                        | Samochód                      | Czas                         | Strata                       |                              |
| Klasyfikacja generalna i ERC | Klasyfikacja generalna i ERC | Klasyfikacja generalna i ERC | Klasyfikacja generalna i ERC  | Klasyfikacja generalna i ERC | Klasyfikacja generalna i ERC | Klasyfikacja generalna i ERC |
| ---------------------------- | ---------------------------- | ---------------------------- | ----------------------------- | ---------------------------- | ---------------------------- | ---------------------------- |
| 1.                           | Giandomenico Basso           | Mitia Dotta                  | Fiat Punto S1600              | 2:28:28.1                    | 0.0                          |                              |
| 2.                           | Simon Jean-Joseph            | Jack Boyere                  | Renault Clio S1600            | 2:28:49.1                    | +21.0                        |                              |
| 3.                           | Renato Travaglia             | Flavio Zanella               | Renault Clio S1600            | 2:29:52.4                    | +1:24.3                      |                              |
| 4.                           | Mirco Baldacci               | Giovanni Bernacchini         | Fiat Punto S1600              | 2:30:21.8                    | +1:53.7                      |                              |
| 5.                           | Konstantinos Markouizos      | Spiros Koltsidas             | Fiat Punto S1600              | 2:32:51.2                    | +4:23.1                      |                              |
| 6.                           | Panagiotis Hatzitsopanis     | Nikolaos Petropoulos         | Mitsubishi Lancer Evo VIII MR | 2:33:15.4                    | +4:47.3                      |                              |
| 7.                           | Krum Donchev                 | Stoiko Valchev               | Subaru Impreza STi N10        | 2:34:57.1                    | +6:29.0                      |                              |
| 8.                           | Athanasios Efstathiou        | Achilleas Tzitzikalakis      | Renault Clio S1600            | 2:35:12.5                    | +6:44.4                      |                              |
| 9.                           | Panagiotis Spyropoulos       | Dimítris Pylarinos           | Mitsubishi Lancer Evo VII     | 2:36:48.9                    | +8:20.8                      |                              |
| 10.                          | Georgi Tanev                 | Boyko Ignatov                | Subaru Impreza STi N11 Spec C | 2:38:28.2                    | +10:00.1                     |                              |
| Mistrzostwa Grecji           |                              |                              |                               |                              |                              |                              |
| 1.                           | Konstantinos Markouizos      | Spiros Koltsidas             | Fiat Punto S1600              | 2:32:51.2                    | 0.00                         |                              |
| 2.                           | Panagiotis Hatzitsopanis     | Nikolaos Petropoulos         | Mitsubishi Lancer Evo VIII MR | 2:33:15.4                    | +24.2                        |                              |
| 3.                           | Athanasios Efstathiou        | Achilleas Tzitzikalakis      | Renault Clio S1600            | 2:35:12.5                    | +2:21.3                      |                              |
| 4.                           | Panagiotis Spyropoulos       | Dimítris Pylarinos           | Mitsubishi Lancer Evo VII     | 2:36:48.9                    | +3:57.7                      |                              |